# Flèche directionnelle en France
Dans le domaine de la signalisation horizontale routière, les flèches directionnelles servent à attribuer à chacune des voies de la chaussée une ou deux directions.
Elles s’utilisent en présignalisation de sélection et en signalisation de position.

## Types
Il existe en France cinq flèches directionnelles définies ci-après.

## Dimensions
La longueur de chaque flèche est de 4 mètres. Les dimensions détaillées réglementaires des flèches figurent ci-après. Toute autre représentation n'est pas admise.
|  |  |

## Conditions d'utilisation
Les flèches directionnelles doivent être utilisées dans les conditions ci-après :
- lorsqu'une voie est affectée, toutes les voies adjacentes le sont et les flèches sont disposées au milieu de chacune des voies et dans un même profil en travers. 
Exceptionnellement pour les voies spécialisées, on peut se limiter à équiper de flèches les seules voies de mouvement tournant ;
- dans une même voie, chaque type de flèche est implanté trois fois, exceptionnellement deux fois notamment dans les carrefours urbains où la place est insuffisante pour disposer successivement trois flèches ;
- l'interdistance entre flèches successives est constante, elle dépend de la longueur effective de l'affectation et de la signalisation verticale ;
- dans une voie donnée, la dernière flèche doit être implantée le plus près possible du point de divergence de cette voie d'avec les autres voies ou d'intersection de cette voie avec une autre chaussée ;
- plusieurs mètres avant la dernière flèche, les lignes discontinues délimitant la voie concernée des autres voies peuvent être remplacées soit par des lignes discontinues de type T3 pour limiter les échanges entre les voies adjacentes, soit par des lignes continues dans le but d'interdire les changements de voie ;
- des flèches directionnelles peuvent aussi être employées sur les routes à sens unique pour confirmer le sens de circulation.

## Cas des affectations de voies
Il y a affectation de voies quand le nombre de voies en amont du carrefour est supérieur au nombre de voies disponibles pour le mouvement direct. En particulier sont éliminés par cette définition les cas où il existe des voies spécialisées courtes ou des voies de décélération. Dans ce cas, l'emploi de ce type de flèches est impérativement lié à la présence d'une signalisation verticale de type C24 indiquant les mouvements ou directions possibles. Par dérogation à cette règle, le panneau C24 peut être omis lorsqu'il y a des panneaux de type Da30 d’affectation de voies.
En agglomération, le marquage de délimitation des voies spécialisées et des voies affectées est traité spécifiquement par la mise en place d’une ligne longitudinale de type T3 sans flèche.